# Självständighetstorget (Kiev)

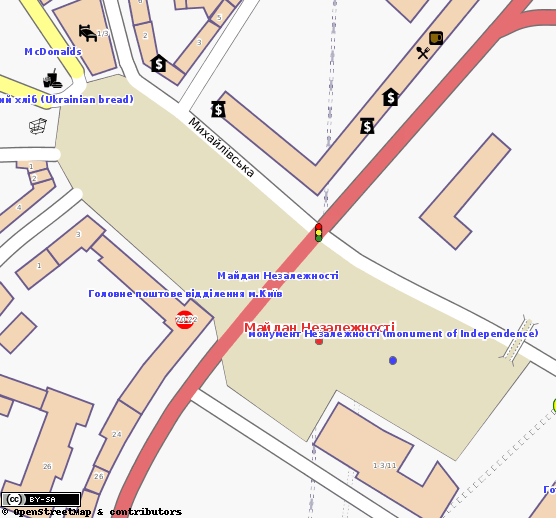
Karta över Självständighetstorget.

Självständighetstorget eller Majdan Nezalezjnosti (ukrainska: Майдан Незалежності) är Kievs största torg och stadens mest centrala plats. Stora delar av den orangea revolutionen (2004) utspelade sig här, liksom Euromajdan (2013–14). Vid det 400 meter långa torgets ena ända finns sedan 2001 Berehynjakolonnen, på den plats där Lenin-statyn tidigare stod.

## Beskrivning
Självständighetstorget är en stor öppen yta i central Kiev. Torget löper från nordväst till sydöst, på båda sidor om Chresjtjatykgatan. I den sydöstra delen av torget finns sedan 2001 Berehynjakolonnen, på den plats där Leninstatyn tidigare stod. Ett stort antal hotell, varuhus/köpcenter och diverse institutionsbyggnader har fasad ut mot torget.

### Kiev Maidan Orbis
Kiev Maidan Orbis (även Kilometer noll) är en installation på torget som visar avståndet och riktning från Kiev till andra städer i världen och Ukraina. Den är en välkänd mötesplats för kievborna. Installationen blev förstörd under Euromajdan-oroligheterna 2013-14, men blev restaurerad.

## Historik

### Ursprung och namn
Området har under historien haft flera olika namn, och fram till början av 1800-talet var det en sankmark strax söder om Kievs dåvarande centrum med namnet Kozyne Boloto ("Getträsket"). På 1830-talet restes de första trähusen i området, och 20 år senare kom de första stenbyggnaderna. Området utvecklades då snabbt till Kievs ekonomiska centrum. Fram till 1871 kallades platsen för Chresjtjatyktorget. När Kievs stadsråd (duma) år 1876 blev placerad här, bytte platsen namn till Dumatorget (Rådstorget).
Under sovjettidens början fick platsen namnet Radjanskatorget, efter det ukrainska ordet för råd/parlamanent rada (se Verchovna Rada). Från och med 1935 kallades det för Kalinintorget, efter den sovjetiske politikern Michail Kalinin. Under andra världskriget förstördes stora delar av Kiev, inklusive torget som byggdes upp från grunden under 1940-talet.
Torget byggdes om år 2001 för att fira Ukrainas 10 år som självständig nation.
Historik över torgets olika namn
- 1869: Chresjtjatyk-torget (ryska: Kresjtjatitskaja plosjtjad)
- 1876: Rådstorget, Dumatorget (ryska: Dumskaja plosjtjad)
- 1919: Sovjetiska torget (ryska: Sovjetskaja plosjtjad)
- 1935: Kalinintorget (ryska: plosjtjad Kalinina)
- 1941: Rådstorget, Parlamentstorget (ukrainska: Dumska plosjtja)
- 1943: Kalinintorget (ryska: plosjtjad Kalinina)
- 1977: Oktoberrevolutionens torg (ryska: plosjtjad Oktjabrskoj Revolutsii)
- 1991: Självständighetstorget (ukrainska: Majdan Nezalezjnosti)

### Politisk samlingsplats
Självständighetstorget har flera gånger varit platsen för politiska demonstrationer. Hösten 1990 samlades hundratals ungdomar här. Genom deras protester och hungerstrejker tvingades den dåvarande premiärministern Vitalij Masol att avgå. Tio år efter Ukrainas självständighet, 2001, samlades tusentals demonstranter på torget och krävde att dåvarande president Leonid Kutjma skulle avgå. Demonstranterna stoppades dock av kravallpolis, och aktionen ledde ingen vart.
På senhösten 2004 såg människor runt om i världen ett orange torg. Ett stort antal Jusjtjenkoanhängare samlades på torget i protest mot det omfattande valfusket i presidentvalet. Protesterna där och i västra Ukraina samt de internationella påtryckningarna tvingade fram ett omval. Detta omval, som inte heller var fritt från valfusk från någondera sidan, vanns av Viktor Jusjtjenko. Hans partis politiska färg är orange; händelsen går därför under namnet den orangea revolutionen.
Under den ekonomiska krisen vintern 2008-2009 hade demonstranter ställt upp ett tiotal vita tält på torget. Den gången kom demonstranterna för att protestera mot samma regeringspartier som kom till makten efter den orangea revolutionen 2004. På de vita tältdukarna hade de med stora röda bokstäver sprejat slagordet "Alla ut", det vill säga att allt i Ukraina måste förändras. Alla politiker måste därför bytas ut.
Hösten/vintern 2013–14 blev torget återigen en samlingspunkt för oppositionsanhängare som protesterade mot den politiska ledningens Rysslandsorientering. De flera månader långa demonstrationerna och kravallerna – allmänt benämnda Euromajdan – ledde till slut fram till att både president Viktor Janukovytj och premiärminister Mykola Azarovs regering tvingades bort från makten.

## Etymologi och andramajdan
Torget fick sitt nuvarande namn 1991, efter att Ukraina utropat sin självständighet från Sovjetunionen. Majdan (майдан) är det ryska och ukrainska namnet för 'torg' eller 'öppen plats' och kommer ursprungligen från det arabiska majdān (ميدان). Plosjtjad (ukrainska: plosjtja) är dock ett vanligare ryskt och ukrainskt ord för torg och användes i torgets tidigare namn innan Ukrainas självständighet då ryska namn användes.
Andra ukrainska torg med namnet Självständighetstorget (Majdan Nezalezjnosti) finns i Chmelnytskyj (tidigare Lenintorget, från 1967) och Sumy (tidigare Lenintorget, från 1970). Kirovohrad, Krementjuk och Odessa har också ett självständighetstorg, men där heter det Plosjtja Nezalezjnosti. Torget i Kiev har en avlång utsträckning med rundade ändar och är helt omgiven av gator, vilket kan påminna om en "hippodrom" (se kartan ovan). Det arabiska ordet betydde ursprungligen "hästkapplöpningsbana", "hippodrom".

## Bildgalleri

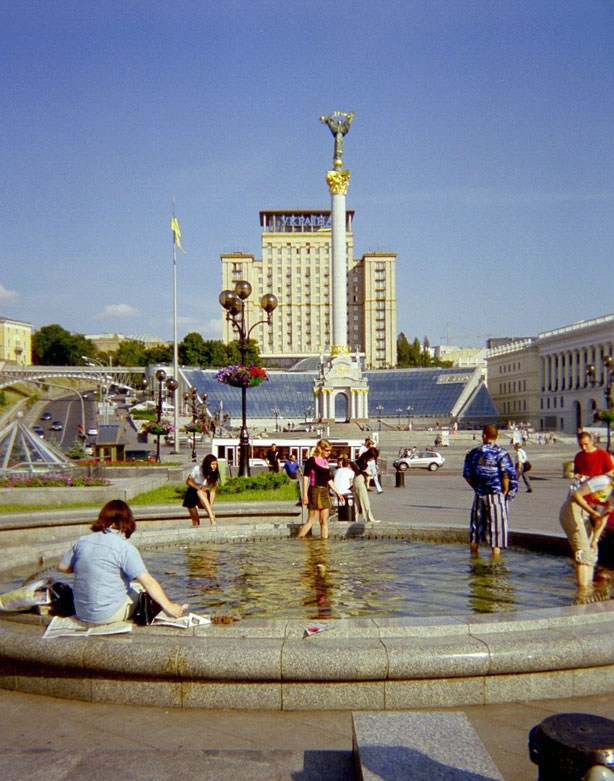
Sydöstra delen av torget, med Berehynjakolonnen och Hotel Ukrajina i fonden.
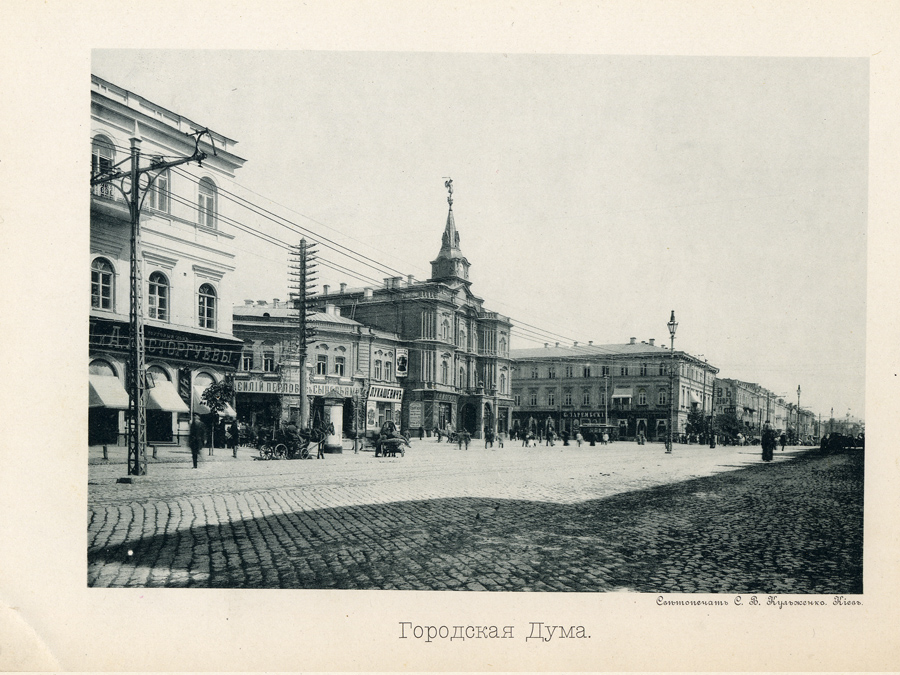
Vykortsbild från början av 1900-talet.
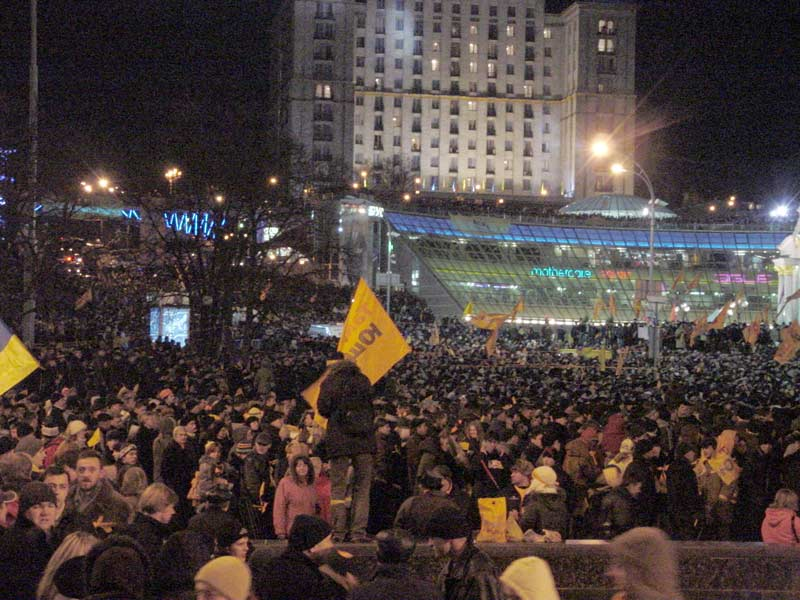
Torget under Orangea revolutionen 2004.
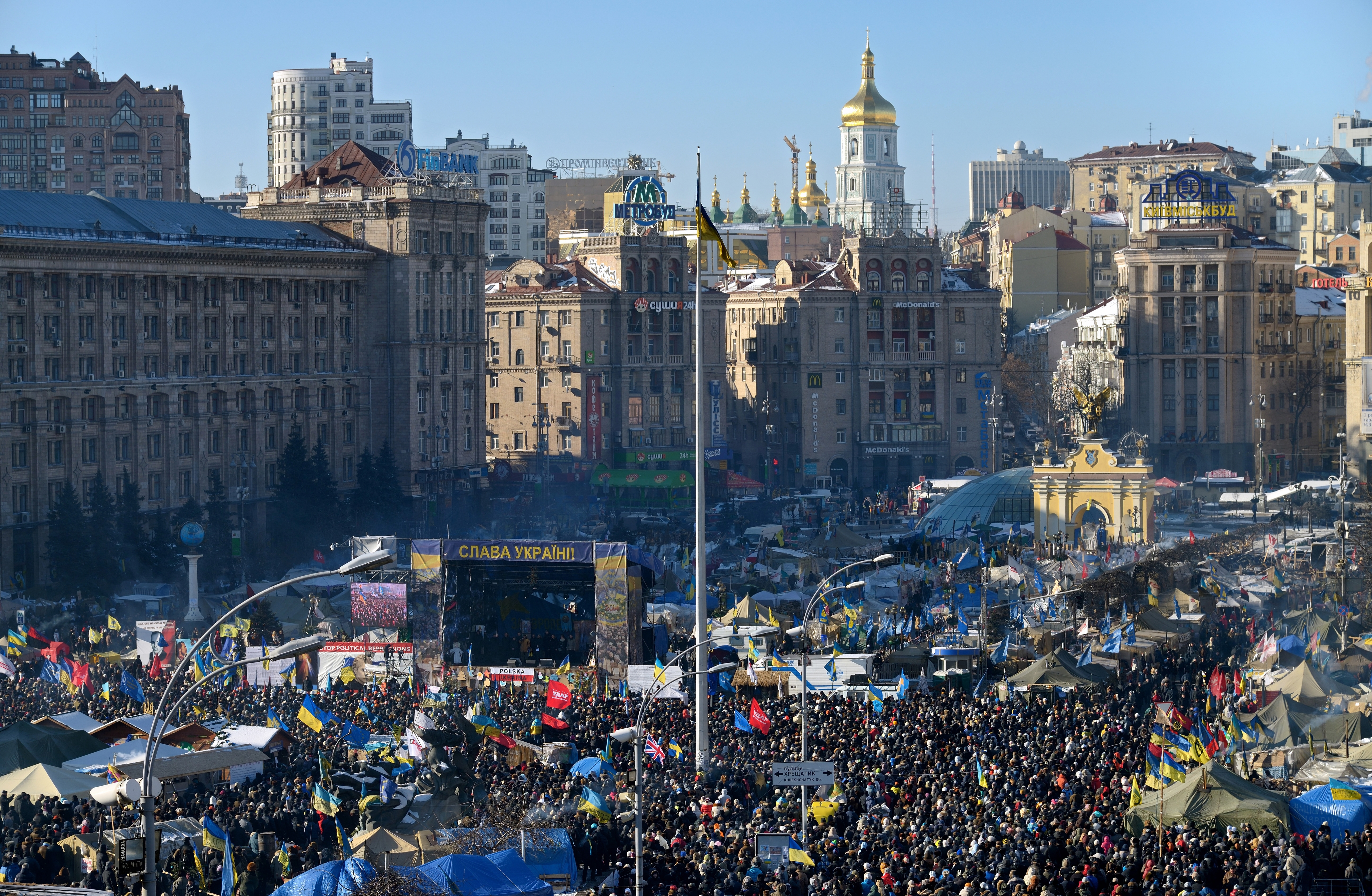
Torget 2 februari 2014, under Euromajdan.